# Dial
Dial (Diamant Allemagne; deutsch Deutscher Diamant) ist der Name des zweiten deutschen Satelliten. Die zusätzliche Bezeichnung Wika stand für Wissenschaftliche Kapsel. Dial resultierte aus einer Kooperation von CNES und dem damaligen DFVLR. Ziel war die Bereitstellung einer Nutzlast für den Erststart der Diamant-B-Rakete. Dial durfte maximal 50 kg wiegen und musste die Nutzlastkapazität von 115 kg mit einem französischen Forschungssatelliten teilen. Die Ausschreibung für den Satelliten gewann die Firma Junkers. Das Besondere an Dial war die geringe Vorbereitungszeit, die zur Verfügung stand. Im Januar 1969 wurde die Vereinbarung zwischen DFVLR und CNES unterzeichnet.
Nur 13 Monate nach der Vereinbarung zwischen der CNES und dem BMFT wurde Dial am 10. März 1970 vom französischen Versuchsgelände Centre Spatial Guyanais in Kourou, Französisch-Guayana gestartet. Die Bahn lag anfangs bei 301 km Erdnähe und 1631 km Erdferne. Die Bahnneigung betrug 5,4°.
Die Diamant hatte Priorität hinsichtlich Starttermin, Bahn und Nutzlast. Dial war deswegen ein höchst einfacher Satellit, da man nur ein Jahr zum Bau Zeit hatte. Ziel von den vier Experimenten war die Messung von mehreren Zustandsgrößen der Hochatmosphäre im Äquatorialbereich. Die Experimente benötigten keine besondere Ausrichtung im Orbit. Der 50 kg schwere Satellit war für 25 bis 28 Tage Arbeitsdauer ausgelegt und arbeitete aber 71 Tage, bis die Batterien dann erschöpft waren. Das Gehäuse war achteckig und trug Solarzellen. Sie lieferten zusätzlichen Strom, um die Silber-Zink-Batterie zu unterstützen. Die 90-Ah-Batterie aus 19 Zellen war die primäre Energieversorgung, die 222 Solarzellen eine Ergänzung. Im Aufbau befanden sich die Experimente. Wesentliche Aufgabe war die Messung der Elektronendichte und die Messung des Magnetfeldes. 10 kg der Startmasse entfiel auf vier Experimente vom Max-Planck-Institut für extraterrestrische Physik in Garching, dem Institut für Kernphysik der Christian-Albrechts-Universität zu Kiel und dem Institut für Geophysik und Meteorologie der TU Braunschweig.
Dial hatte eine Höhe von 115 cm, einen maximalen Außendurchmesser von 71 cm mit Antennen von 30 cm Länge. Er sendete bei 136,56 MHz die Daten mit 1920 Bit/sec und einer Sendeleistung von 0,5 Watt zur Erde.